# العلاقات التركية العمانية
العلاقات التركية العمانية هي العلاقات الثنائية التي تجمع بين تركيا وسلطنة عمان.

## مقارنة بين البلدين
هذه مقارنة عامة ومرجعية للدولتين:
| وجه المقارنة                                              | تركيا         | سلطنة عمان    |
| --------------------------------------------------------- | ------------- | ------------- |
| المساحة (كم2)                                             | 783.56 ألف    | 309.50 ألف    |
| عدد السكان (نسمة)                                         | 80.14 مليون   | 4.64 مليون    |
| الكثافة السكانية (ن./كم²)                                 | 102.28        | 14.99         |
| العاصمة                                                   | أنقرة         | مسقط          |
| اللغة الرسمية                                             | اللغة التركية | اللغة العربية |
| العملة                                                    | ليرة تركية    | ريال عماني    |
| الناتج المحلي الإجمالي (بليون دولار)                      | 851.10 مليار  | 72.64 مليار   |
| الناتج المحلي الإجمالي (تعادل القوة الشرائية) بليون دولار | 1.57 تريليون  | 179.49 مليار  |
| الناتج المحلي الإجمالي الاسمي للفرد دولار أمريكي          | 9.12 ألف      | 15.55 ألف     |
| الناتج المحلي الإجمالي للفرد دولار أمريكي                 | 19.79 ألف     | 38.63 ألف     |
| مؤشر التنمية البشرية                                      | 0.761         | 0.793         |
| رمز المكالمات الدولي                                      | +90           | +968          |
| رمز الإنترنت                                              | .tr           | عمان          |
| المنطقة الزمنية                                           | ت ع م+03:00   | ت ع م+04:00   |

## مدن متوأمة
في ما يلي قائمة باتفاقيات التوأمة بين مدن تركية وعمانية:
- ترتبط أفيون قره حصار مع مسقط باتفاقية توأمة.
- ترتبط أخيسار مع مسقط باتفاقية توأمة منذ 1988.

## منظمات دولية مشتركة
يشترك البلدان في عضوية مجموعة من المنظمات الدولية، منها:
| علم المنظمة | اسم المنظمة                               | تاريخ انضمام تركيا | تاريخ انضمام سلطنة عمان |
| ----------- | ----------------------------------------- | ------------------ | ----------------------- |
|             | مؤسسة التنمية الدولية                     | 22 ديسمبر 1960     | 1973                    |
|             | يونسكو                                    | 4 نوفمبر 1946      | 10 فبراير 1972          |
|             | وكالة ضمان الاستثمار متعدد الأطراف        | 3 يونيو 1988       | 1989                    |
|             | الأمم المتحدة                             | 24 أكتوبر 1945     | 7 أكتوبر 1971           |
|             | الفريق المعني برصد الأرض                  | ?                  | ?                       |
|             | الاتحاد البريدي العالمي                   | ?                  | ?                       |
|             | البنك الدولي للإنشاء والتعمير             | 11 مارس 1947       | 1971                    |
|             | المنظمة الهيدروغرافية الدولية             | ?                  | ?                       |
|             | منظمة التعاون الإسلامي                    | 25 سبتمبر 1969     | 1970                    |
|             | منظمة حظر الأسلحة الكيميائية              | ?                  | ?                       |
|             | الاتحاد الدولي للاتصالات                  | 1866               | 28 أبريل 1972           |
|             | مؤسسة التمويل الدولية                     | 19 ديسمبر 1956     | 1973                    |
|             | المركز الدولي لتسوية المنازعات الاستشارية | 2 أبريل 1989       | 1995                    |
|             | منظمة التجارة العالمية                    | 26 مارس 1995       | 2000                    |
|             | منظمة الشرطة الجنائية الدولية             | ?                  | ?                       |

## وصلات خارجية
- موقع وزارة الخارجية التركية
- موقع وزارة الخارجية العمانية